# Naples (Utah)
Naples – miasto w Stanach Zjednoczonych, w stanie Utah, w hrabstwie Uintah.